# Hoplacephala stannusi
Hoplacephala stannusi är en tvåvingeart som beskrevs av Charles Howard Curran 1928. Hoplacephala stannusi ingår i släktet Hoplacephala och familjen köttflugor.
Artens utbredningsområde är Malawi. Inga underarter finns listade i Catalogue of Life.